# 박칫가이
박칫가이 (중국어 간체자: 白切鸡, 정체자: 白切雞, 백절계)는 광둥 요리에 속하는 닭고기 요리로, 고기 꼬치구이를 말하는 시우메이의 일종이다. 다만 박칫가이는 찜요리에 가깝기에 꼬치구이라 볼 수는 없다. 중국 남부의 광둥성, 푸젠성, 홍콩 등지에서 찾아볼 수 있는 요리이다.
'박칫가이'는 광둥어명으로, 표준중국어로는 '바이치에지' (báiqiējī)라 부른다. 영어로는 한자 그대로 직역하여 'White cut chicken'이라 부른다.

## 요리
소금에 절인 닭고기를 뜨거운 물이나 생강을 곁들인 닭고기 육수에 넣어 통째로 익힌다. 가끔씩 이 육수에 파의 흰 부분, 고수 줄기, 팔각 등을 추가로 넣어 조리액의 맛을 돋우는 경우도 있다. 물이 끓기 시작하면 불을 끄고, 닭고기를 30분 정도 두어 남은 열기로 익힌다. 이때 닭껍질은 백숙처럼 하얗게 변하고, 안쪽 고기는 부드럽고 육즙이 많아지게 된다. 전통적으로는 살짝 덜 익혀서, 고기를 완전히 익혀도 뼈에서 분홍빛 골수가 나오는 정도로 내기도 하나, 현재는 이렇게 내는 중식당은 거의 없다. 다 익힌 닭고기는 식힌 뒤에 토막을 낸다.
닭고기는 껍질, 뼈를 따로 발라내지 않고 그대로 내며, 고수, 부추, 생강을 올리기도 한다. 그대로 먹지 않고 '겅융' (중국어 정체자: 薑蓉, 한어 병음: jīang róng, 광둥어 예일: gēung yùng)이라 해서 다진 생강과 마늘, 대파, 소금, 기름 등을 섞어 만든 양념장에 찍어 먹는다. 여기에 매운 겨자, 해선장, 간장, 굴소스, 고추소스 등을 뿌려 먹기도 한다.

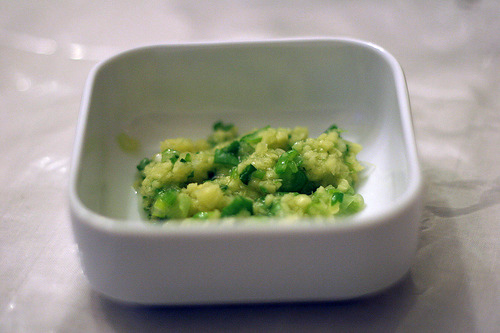
겅융
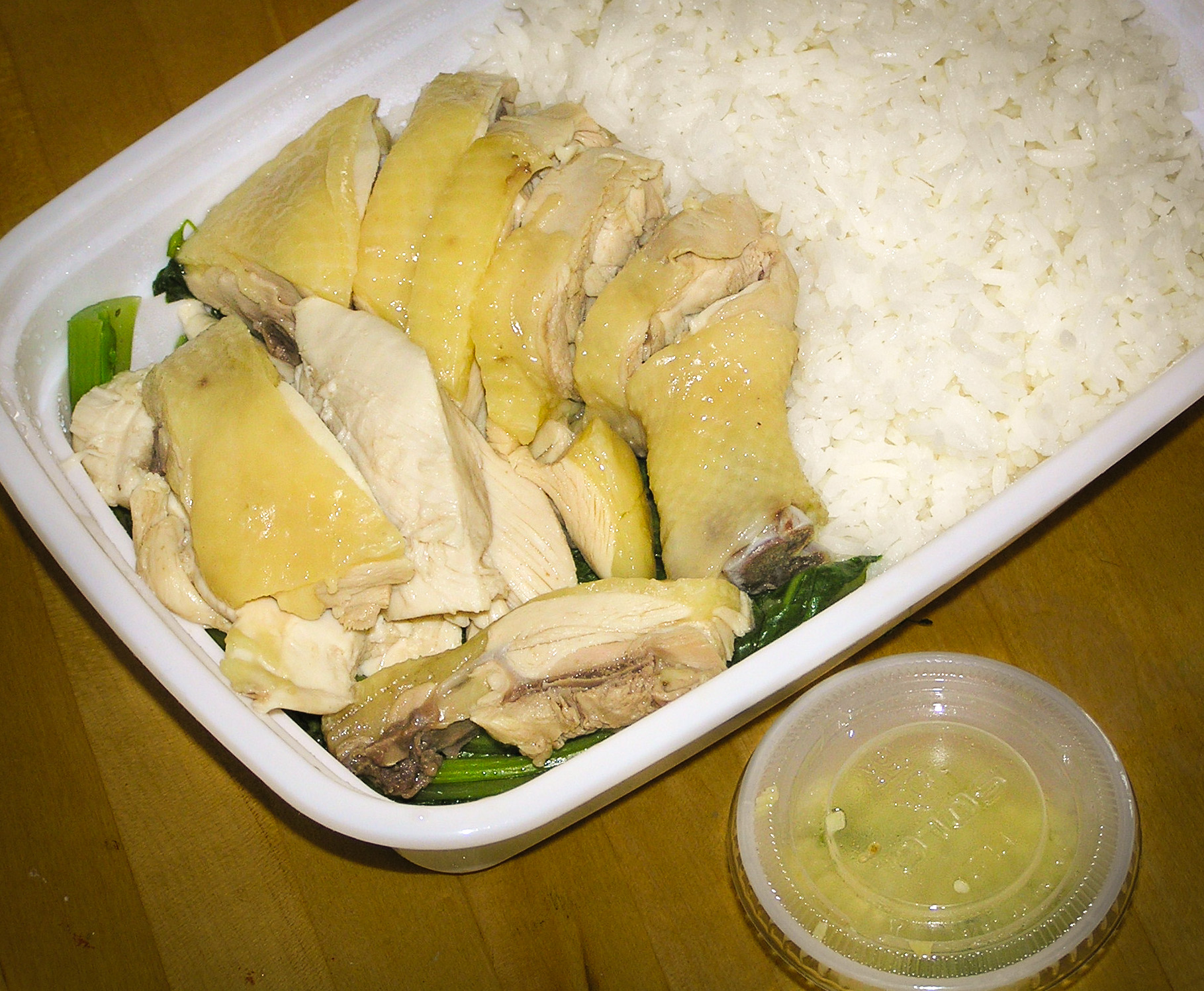
국물 없는 모습

## 같이 보기
- 자지가이
- 하이난 닭고기밥
- 백숙
- 닭고기 요리 목록